# The Oath
The Oath es una película estadounidense de comedia negra escrita y dirigida por Ike Barinholtz, en su debut como director. En adición a Barinholtz, la película es protagonizada por Tiffany Haddish, John Cho, Carrie Brownstein, Billy Magnussen, Meredith Hagner, Jon Barinholtz, Nora Dunn y Chris Ellis.
The Oath tuvo su premier mundial en el Festival de Cine de Los Angeles el 25 de septiembre de 2018, y fue estrenada en Estados Unidos el 12 de octubre de 2018, por Roadside Attractions.

## Reparto
- Ike Barinholtz como Chris, esposo de Kai.
- Tiffany Haddish como Kai, esposa de Chris.
- John Cho como Agente Peter.
- Carrie Brownstein como Alice.
- Billy Magnussen como Agente Mason.
- Meredith Hagner como Abbie.
- Jon Barinholtz como Pat.
- Nora Dunn como Eleanor.
- Chris Ellis como Hank.
- Matt Corboy como Clint Marks.
- Jay Duplass como Clark.
- Priah Ferguson como Hardy.
- Henry Kaufman como Asher.
- Max Greenfield como Dan.
- Bruce Boxleitner como el Vicepresidente Hogan.

## Sinopsis
En un futuro próximo los ciudadanos estadounidenses son requeridos, pero no obligados, a firmar un documento en donde juren lealtad al Presidente de los Estados Unidos (pero no al gobierno en sí), teniendo como fecha límite el Viernes negro de ese año. Mientras esto sucede, la pareja conformada por Chris (Ike Barinholtz) y Kai (Tiffany Haddish), quienes junto a su hija pequeña viven una tranquila vida suburbana se encuentran expectantes ante las circunstancias, aunque Chris se muestra perturbado respecto a hacer o no el juramento. La pareja organiza una cena de Acción de Gracias para toda su familia extendida, ante la importancia de la festividad, Eleanor (Nora Dunn), la madre de Chris le ha obligado a no hablar de política durante la celebración, sin embargo, Chris busca la manera de escapar de la cena y tener acceso a las últimas noticias políticas. En la fiesta Chris tiene un enfrentamiento con su hermano Pat (Jon Barinholtz) y su novia Abbie (Meredith Hagner), quienes tienen posicionamientos políticos opuestos al progresismo del anfitrión. Mientras las celebraciones de Acción de Gracias suceden en todo el país, la nación comienza a enfrentar colapso social ante las protestas generadas por la firma del juramento, el cual ha sido signado por todos los miembros de la familia, exceptuando a Chris.
Al llegar el Viernes Negro la familia es visitada por dos agentes gubernamentales quienes interrogan a Chris por su negativa a firmar el juramento. Chris se muestra hostil a las preguntas de los agentes lo que provoca una pelea que termina con uno de los policías conmocionado y otro siendo atado por la familia. Uno de los agentes trata de negociar su liberación con la familia, mientras que el otro mantiene su agresividad llegando a amenazar a la pareja con acciones legales en contra de sus hijos.
Las tensiones continuaron escalando y Chris se encontraba listo para disparar a uno de los agentes, siendo interrumpido por el aviso de uno de los presentes, quien pidió encender las noticias. La situación de malestar social en el país llevó a la renuncia del Presidente, lo que provocó que el nuevo mandatario revocara el juramento y eliminara la autoridad de los agentes del gobierno, tras ello, la familia liberó a los dos prisioneros. Finalmente la película concluye con Chris y Kai comiendo pastel de manzana en la tranquilidad.

## Producción
En septiembre de 2017, se anunció que Ike Barinholtz escribiría, dirigiría, y protagonizaría la película. Barinholtz producirá la película junto a Sean McKittrick, Ray Mansfield, Edward H. Hamm, Jr., Andrew Robinson, y David Stassen, bajo sus compañías QC Entertainment y 24/34 Pictures, respectivamente. En diciembre de 2017, Tiffany Haddish, John Cho, Carrie Brownstein, Billy Magnussen, Meredith Hagner, Jon Barinholtz, Nora Dunn y Chris Ellis se unieron al reparto de la película. Haddish también será productora ejecutiva.

### Rodaje
La fotografía principal comenzó en diciembre de 2017.

## Estreno
En junio de 2018, Roadside Attractions y Topic Studios adquirieron los derechos de distribución del filme. Este tuvo su premier mundial en el Festival de Cine de Los Ángeles el 25 de septiembre de 2018. La película fue estrenada el 12 de octubre de 2018.

## Recepción
The Oath ha recibido reseñas mixtas de parte de la crítica y de la audiencia. En Rotten Tomatoes, la película posee una aprobación de 62%, basada en 92 reseñas, con una calificación de 6.0/10, mientras que de parte de la audiencia tiene una aprobación de 40%, basada en más de 250 votos, con una calificación de 2.8/5.
El sitio web Metacritic le ha dado a la película una puntuación de 58 de 100, basada en 27 reseñas, indicando "reseñas mixtas". Las audiencias encuestadas por CinemaScore le han dado a la película una "B+" en una escala de A+ a F, mientras que en el sitio IMDb los usuarios le han dado una calificación de 5.6/10, sobre la base de 4798 votos. En la página web FilmAffinity la cinta tiene una calificación de 5.2/10, basada en 53 votos.